# União dos Palmares (ort)
União dos Palmares är en ort i Brasilien.   Den ligger i kommunen União dos Palmares och delstaten Alagoas, i den östra delen av landet, 1 500 km nordost om huvudstaden Brasília. União dos Palmares ligger 154 meter över havet och antalet invånare är 41 178.
Terrängen runt União dos Palmares är platt söderut, men norrut är den kuperad. União dos Palmares är det största samhället i trakten.
Omgivningarna runt União dos Palmares är en mosaik av jordbruksmark och naturlig växtlighet. Runt União dos Palmares är det ganska tätbefolkat, med 52 invånare per kvadratkilometer.